# Wesley Moodie
Wesley Arthur Moodie (ur. 14 lutego 1979 w Durbanie) – południowoafrykański tenisista, zwycięzca Wimbledonu 2005 w grze podwójnej, reprezentant swego kraju w Pucharze Davisa.

## Kariera tenisowa
Karierę tenisową rozpoczął w 2000 roku, natomiast zakończył w lipcu 2011 roku.
W grze pojedynczej pierwsze sukcesy zaczął odnosić w roku 2001 wygrywając turnieje z serii ITF Men’s Circuit. W zawodach kategorii ATP Challenger Tour pierwsze zwycięstwo odniósł w lutym 2003 roku w walijskim Wrexham, a drugi triumf w czerwcu w Surbiton. W roku 2005 doszedł do półfinału rozgrywek rangi ATP World Tour w Delray Beach, eliminując po drodze obrońcę tytułu z 2004 roku, Ricardo Mello; przegrał z Jiřím Novákiem. W lipcu tegoż samego sezonu awansował do półfinału rozgrywek w Newport, gdzie pokonał m.in. Taylora Denta. Pojedynek o finał przegrał z Gregiem Rusedskim. Na początku października wystartował w turnieju w Tokio, gdzie odniósł swoje pierwsze zwycięstwo singlowe w turniejach ATP World Tour. Moodie pokonał m.in. Radka Štěpánka, a w finale wynikiem 1:6, 7:6(7), 6:4 Mario Ančicia. W roku 2007 ponownie dotarł do półfinału w Newport, jednak tym razem został wyeliminowany przez Fabrice'a Santoro.
W grze podwójnej Moodie wygrał sześć turniejów rangi ATP World Tour, w tym wielkoszlemowy Wimbledon 2005. Partnerem deblowym Moodiego był wówczas Stephen Huss. Debel Moodie–Huss wyeliminował po drodze trzy najwyżej rozstawione pary, w ćwierćfinale debel nr 3. Mark Knowles–Michaël Llodra, w półfinale duet nr 1. Jonas Björkman–Maks Mirny, a w finale parę Boba i Mike’a Bryanów grających z nr 2. Ponadto jest uczestnikiem siedmiu finałów turniejów ATP World Tour. Jednym z nich jest m.in. wielkoszlemowy French Open 2009, kiedy to grał wspólnie z Dickiem Normanem. Mecz finałowy przegrali z parą Lukáš Dlouhý–Leander Paes.
Od roku 2002 Moodie był regularnym reprezentantem kraju w Pucharze Davisa. Rozegrał łącznie dla reprezentacji 24 pojedynki (głównie w singlu) wygrywając z nich 18 spotkań.
W rankingu gry pojedynczej Moodie najwyżej był na 57. miejscu (10 października 2005), a w klasyfikacji gry podwójnej na 8. pozycji (3 sierpnia 2009).

### Finały w turniejach ATP World Tour
| Legenda                                      |
| -------------------------------------------- |
| Wielki Szlem                                 |
| Igrzyska olimpijskie                         |
| Tennis Masters Cup / ATP Finals              |
| ATP Masters Series / ATP Tour Masters 1000   |
| ATP International Series Gold / ATP Tour 500 |
| ATP International Series / ATP Tour 250      |

#### Gra pojedyncza (1–0)
| Końcowy wynik | Nr | Data                | Turniej | Nawierzchnia | Przeciwnik  | Wynik finału     |
| ------------- | -- | ------------------- | ------- | ------------ | ----------- | ---------------- |
| Zwycięzca     | 1. | 9 października 2005 | Tokio   | Twarda       | Mario Ančić | 1:6, 7:6(7), 6:4 |

#### Gra podwójna (6–7)
| Końcowy wynik | Nr | Data                 | Turniej            | Nawierzchnia    | Partner       | Przeciwnicy                       | Wynik finału             |
| ------------- | -- | -------------------- | ------------------ | --------------- | ------------- | --------------------------------- | ------------------------ |
| Zwycięzca     | 1. | 2 lipca 2005         | Wimbledon, Londyn  | Trawiasta       | Stephen Huss  | Bob Bryan Mike Bryan              | 7:6(4), 6:3, 6:7(2), 6:3 |
| Finalista     | 1. | 30 października 2005 | Bazylea            | Dywanowa (hala) | Stephen Huss  | Agustín Calleri Fernando González | 5:7, 5:7                 |
| Finalista     | 2. | 5 lutego 2006        | Delray Beach       | Twarda          | Chris Haggard | Mark Knowles Daniel Nestor        | 2:6, 3:6                 |
| Zwycięzca     | 2. | 7 stycznia 2007      | Adelaide           | Twarda          | Todd Perry    | Novak Đoković Radek Štěpánek      | 6:4, 3:6, 15–13          |
| Zwycięzca     | 3. | 15 kwietnia 2007     | Walencja           | Ceglana         | Todd Perry    | Yves Allegro Sebastián Prieto     | 7:5, 7:5                 |
| Finalista     | 3. | 5 stycznia 2008      | Ad-Dauha           | Twarda          | Jeff Coetzee  | Philipp Kohlschreiber David Škoch | 4:6, 6:4, 9–11           |
| Zwycięzca     | 4. | 20 kwietnia 2008     | Estoril            | Ceglana         | Jeff Coetzee  | Jamie Murray Kevin Ullyett        | 6:2, 4:6, 10–8           |
| Finalista     | 4. | 2 listopada 2008     | Paryż              | Twarda (hala)   | Jeff Coetzee  | Jonas Björkman Kevin Ullyett      | 2:6, 2:6                 |
| Finalista     | 5. | 17 maja 2009         | Madryt             | Ceglana         | Simon Aspelin | Daniel Nestor Nenad Zimonjić      | 4:6, 4:6                 |
| Finalista     | 6. | 6 czerwca 2009       | French Open, Paryż | Ceglana         | Dick Norman   | Lukáš Dlouhý Leander Paes         | 6:3, 3:6, 2:6            |
| Zwycięzca     | 5. | 14 czerwca 2009      | Londyn             | Trawiasta       | Michaił Jużny | Marcelo Melo André Sá             | 6:4, 4:6, 10–6           |
| Zwycięzca     | 6. | 21 czerwca 2009      | ’s-Hertogenbosch   | Trawiasta       | Dick Norman   | Johan Brunström Jean-Julien Rojer | 7:6(3), 6:7(8), 10–5     |
| Finalista     | 7. | 11 kwietnia 2010     | Houston            | Ceglana         | Stephen Huss  | Bob Bryan Mike Bryan              | 3:6, 5:7                 |